# 代表質問

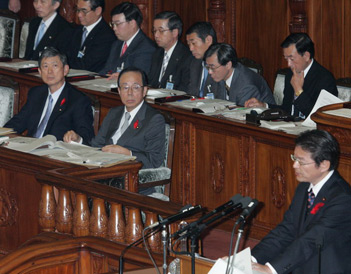
衆議院本会議での代表質問（2007年10月3日、内閣総理大臣福田康夫（中央）の所信表明演説に対する衆議院議員長妻昭（手前）からの代表質問）

代表質問（だいひょうしつもん）とは、会派などを代表して質問をすること。

## 国会
国政の方針を示す通常国会での施政方針演説など政府四演説や、首相の所信表明演説、国会報告演説等に対し、各政党・会派代表者による衆議院及び参議院の本会議で行う質問を指すことが多いが、一般的な法律案などの議案であっても議長または議院運営委員会において特に必要と認められた場合は、内閣総理大臣ないし担当大臣による本会議での趣旨説明をさせ、それに対する代表質問を行うことがある（国会法第56条の2）。国会内では重要法案で趣旨説明と代表質問の開催を要求する意味で、「吊るす」と表現することがある。

参議院では院内交渉団体のみ代表質問権があり、参加議員が10人（通常国会のみ5人）必要である。議事日程上は内閣総理大臣に対して質問する場合でも、「国務大臣の演説に対する質疑」と呼ばれる。これは国会においては本来「質問」は文書で行われるものとされており、会議の場において口頭で内容を述べるのは「質疑」と呼ばれることに由来する。

なお戦前の帝国議会では、読会制が採用され委員会よりも本会議が重視されていたことと、全議員が必ず参加する全院委員会が存在したことにより、代表以外の議員が本会議場で演壇に立ち、内閣総理大臣や国務大臣に質問をすることもあった。

### 手続き
政府四演説に対する代表質問であれば、通常国会の召集日が決まった時点で議院運営委員会理事会による大まかな調整が始まる。調整結果は召集当日の理事会および全体会合での作業を経て確定し、原則として演説実施の前日に内閣総理大臣から議長宛てに発言の通告が行われる。演説が終わると遅くとも翌平日中、調整結果によっては翌日午後の衆議院本会議から代表質問を始めるため当日中に議院規則に基づき各会派から質疑通告が提出される。
質疑通告には質疑を行う案件、質疑者、質疑時間及び答弁要求閣僚が記されている。質疑者は党首や幹事長といった党最高幹部、参議院であれば議員会長などトップに準ずる立場の議員となるのが通例であり、質問の内容は国政全般にわたる幅広いものとなる。なおこの際、質問はそれ自体各会派ごとの方針演説的性格をもつことから、全内容を通告において予め示すことが多くなっている。また、当日質疑文を読み上げる各会派の質疑者は、通告において事前に示された内容しか発言することができない。

国会の冒頭に補正予算案が提出された場合は、財政演説に対する代表質問がまず行われるが調整の手続きは同じとなる。通常国会の冒頭に翌年度一般会計本予算ではなく当年度の補正予算が出た場合は、補正予算の成立後に改めて本予算の提出を受け、政府四演説およびそれに対する代表質問の実施を調整する。
重要法案の趣旨説明に対する代表質問では、質疑者がその法律または政策分野の専門家である議員となる場合もある。

### 論戦
本会議での質問と答弁であるため一問一答形式の委員会とは異なり、何回も質問と答弁の応酬をしないのが原則であるが、代表質問に対する内閣総理大臣の答弁に対して、会派が不十分と判断した場合は与えられた質問時間の範囲内で2回まで再質問ができる。再質問でも納得がいかない場合は、後日予算委員会の基本的質疑で説明させるか、党首討論（国家基本政策委員会合同審査会）の開催を求める。これに対し議員個人が総理ないし閣僚の答弁を不十分と判断してもその場で質疑を求める行為は許されていない。また、議長に対しその場で答弁を求めることもできない。どうしても思うところがある場合は首相相手であれば質問主意書により正式な答弁を、議長が相手であれば議院運営委員会での発言を、それぞれ求めることになる。

## 都道府県議会
都道府県議会では、国会とは逆に代表質問に相当するのが「質疑」、代表以外の議員が本会議場で登壇して行うのを「一般質問」としている。
各回定例会の会期冒頭に知事が本会議場でその回次に提案した条例などの議案の説明、および施政方針について発言する。会期が通年とされている栃木県議会や三重県議会では、年1回の招集会議、および年に4回行われる通常会議（三重県では定例月会議と呼ぶ）の冒頭において知事が発言し、それに対して質疑がなされる。
各会派は知事の発言終了後、数日間かけて内容を検討し、議事日程で定めた日に本会議で代表質問を行う。国会と同様、質疑開催日の前日までに発言通告書を提出する必要がある。また、交渉会派（所属議員5人以上）しか行うことができないのも、参議院と同じである。
なお県によっては、一般会計予算を扱う定例会とそれ以外の定例会で、代表質問における発言時間に差をつけているところもある。

## 市町村議会
市町村議会においては、主に予算を扱う議会（概ね3月）と決算を扱う議会（概ね9月）に、首長が直接、各政党・会派代表者による質問に答弁するものをいう。